# Untere Allerniederung im Landkreis Verden
Die Untere Allerniederung im Landkreis Verden ist ein Naturschutzgebiet in der niedersächsischen Stadt Verden (Aller) und den Gemeinden Dörverden und Kirchlinteln im Landkreis Verden.

## Allgemeines
Das Naturschutzgebiet mit dem Kennzeichen NSG LÜ 306 ist rund 1.064 Hektar groß. Es beinhaltet Teile des FFH-Gebietes „Aller (mit Barnbruch), untere Leine, untere Oker“ sowie des EU-Vogelschutzgebietes „Untere Allerniederung“. Das Gebiet steht seit dem 3. Dezember 2016 unter Schutz. Zuständige untere Naturschutzbehörde ist der Landkreis Verden.
Das Naturschutzgebiet erstreckt sich entlang der Aller von der Kreisgrenze zum Landkreis Heidekreis bis zur Mündung der Aller in die Weser. Es beinhaltet auf der gesamten Länge den Flusslauf der Aller. Nordwestlich, westlich und südlich von Verden (Aller) sind auch größere Bereiche der Flussniederung als Naturschutzgebiet ausgewiesen, ebenso wie weitere Niederungsbereiche nördlich von Westen sowie zwischen Otersen und Hülsen. Große Teile der Allerniederung im Landkreis Verden wurden im Rahmen der Schutzgebietsausweisung als etwa 773 Hektar großes Landschaftsschutzgebiet „Untere Allerniederung im Landkreis Verden“ ausgewiesen. Beide Schutzgebiete bilden einen Biotopverbund.
Der 92 Hektar große, auf dem Gebiet des Landkreises Verden liegende Teil des Naturschutzgebietes „Allerschleifen zwischen Wohlendorf und Hülsen“ ist im Naturschutzgebiet „Untere Allerniederung im Landkreis Verden“ aufgegangen. Weiterhin ist das nordwestlich von Verden (Aller) liegende, rund 26 Hektar große Landschaftsschutzgebiet „Eisseler Teiche“ im Naturschutzgebiet aufgegangen. Das rund 140 Hektar große, südlich von Verden (Aller) im Überschwemmungsbereich der Aller liegende Landschaftsschutzgebiet „Steinkuhle“ wurde ebenfalls aufgehoben. Der auf dem Gebiet der Stadt Verden (Aller) liegende Teil des ehemaligen Landschaftsschutzgebietes wurde Bestandteil des Naturschutzgebietes „Untere Allerniederung im Landkreis Verden“, der auf dem Gebiet der Gemeinde Dörverden liegende Teil Bestandteil des Landschaftsschutzgebietes „Untere Allerniederung im Landkreis Verden“. Gleiches gilt für einen Teil des Landschaftsschutzgebietes „Dörverdener Wiesen und Barnstedter See“. Der südöstlich von Barnstedt zwischen der Aller und der Kreisstraße 14 liegende Teil ist zum Teil Bestandteil des Naturschutzgebietes und zum Teil Bestandteil des Landschaftsschutzgebietes geworden.
Das Naturschutzgebiet grenzt bei Dauelsen an das Landschaftsschutzgebiet „Sachsenhain mit Umgebung“ und im Bereich der Mündung der Aller in die Weser an das Landschaftsschutzgebiet „Weserniederung zwischen Kanalmündung bei Eissel und Clüverswerder“.

## Beschreibung
Das Naturschutzgebiet beinhaltet mehrere im Überflutungsbereich der Aller liegende Bereiche. Diese werden überwiegend von vielfältigem und artenreichen Grünland mit Flutmulden und -rinnen geprägt. Stellenweise sind kleine Gehölzinseln als Reste natürlicher Auwälder eingestreut. Hinzu kommen Altarme und Altwasser der Aller sowie weitere Stillgewässer mit schwimmender Wasservegetation, Laichkraut- und Froschbissgesellschaften und gut entwickelter Verlandungsvegetation. Der nördlich von Hülsen und südöstlich von Westen liegende Mühlensee als ehemalige Allerschleife sowie das Stillgewässer in der Bunten Esch südöstlich von Barnstedt sind durch einen Deich von der natürlichen Gewässerdynamik der Aller abgeschnitten.
Die Aller verfügt über flutende Unterwasservegetation. Der Flusslauf wird vielfach von Auengebüschen aus Schwarzerle, Esche und Silberweide sowie Hochstaudenfluren begleitet. Die Gehölze verfügen über einen hohen Alt- und Totholzanteil.
Die Aller mit ihren Nebengewässern ist Lebensraum von Fischotter und Biber. Weiterhin sind Teichfledermaus und Großes Mausohr sowie Grüne Flussjungfer hier heimisch. Die Aller und ihre Nebengewässer beheimaten Steinbeißer, Groppe, Bitterling, Schlammpeitzger, Fluss- und Meerneunauge. Die Allerniederung ist Lebensraum von Weißstorch, Schwarz- und Rotmilan, Saatkrähe, Kuckuck, Wachtelkönig, Kiebitz, Braun- und Blaukehlchen, Schafstelze, Feldlerche, Sumpf- und Teichrohrsänger, Rohrammer, Dorngrasmücke sowie Wiesenpieper, die alle auch im Bereich der Allerniederung brüten. Auch Haubentaucher und Reiherente sind heimisch. Weitere Entenvögel sind als Gastvögel nachgewiesen, darunter Pfeifente, Schnatterente, Krickente, Löffelente, Sing- und Zwergschwan. Auch der Seeadler ist im Naturschutzgebiet heimisch bzw. sucht dieses für die Nahrungssuche auf. In den Herbst- und Wintermonaten ist die Allerniederung ein wichtiges Rastgebiet für Zugvögel.
Das Naturschutzgebiet grenzt überwiegend an landwirtschaftliche Nutzflächen. Es wird nur in Verden (Aller) von zwei Straßen sowie der Bahnstrecke Wunstorf–Bremen gequert. Bei Westen quert eine Personenfähre die Aller.